# Danglas (Abra)
Danglas is een gemeente in de Filipijnse provincie Abra op het eiland Luzon. Bij de laatste census in 2007 had de gemeente ruim 5 duizend inwoners.

## Geografie

### Bestuurlijke indeling
Danglas is onderverdeeld in de volgende 7 barangays:
- Abaquid
- Cabaruan
- Caupasan
- Danglas
- Nagaparan
- Padangitan
- Pangal

## Demografie
Danglas had bij de census van 2007 een inwoneraantal van 5.411 mensen. Dit zijn 1.267 mensen (30,6%) meer dan bij de vorige census van 2000. De gemiddelde jaarlijkse groei komt daarmee uit op 3,75%, hetgeen hoger is dan het landelijk jaarlijks gemiddelde over deze periode (2,04%). Vergeleken met de census van 1995 is het aantal mensen met 1.126 (26,3%) toegenomen.

De bevolkingsdichtheid van Danglas was ten tijde van de laatste census, met 5.411 inwoners op 156 km², 34,7 mensen per km².